# Ukleja pospolita
Ukleja pospolita, ukleja (Alburnus alburnus) – gatunek słodkowodnej ryby z rodziny karpiowatych (Cyprinidae), czasami nazywanej białorybem. Jest poławiana gospodarczo i przez wędkarzy.

## Występowanie
Europa od Pirenejów i Alp po Ural. Nie występuje w Szkocji, Irlandii, północnej Skandynawii, zachodniej części Półwyspu Bałkańskiego oraz na Krymie. Wyróżnia się kilka podgatunków uklei, m.in.:
- A. a. alburnus – podgatunek nominatywny
- A. a. charusini – ukleja kaukaska[7], wcześniej uważana za odrębny gatunek
- A. a. scoranzoides – ukleja czarnogórska[7], wykazana z Czarnogóry, uważana za odrębny gatunek[7], następnie uznana za podgatunek uklei pospolitej, obecnie jego pozycja taksonomiczna jest dyskusyjna[6]
- A. a. strumicae – dorzecza rzek Struma i Mesta w Bułgarii.

Żyje stadnie, w wodach stojących i wolno płynących. W dzień przebywa przy powierzchni wody, nocą schodzi głębiej, lecz można ją spotkać także przy powierzchni. W trakcie żerowania pozostawia na powierzchni wody charakterystyczne koła.

## Budowa
Osiąga 10–20 cm długości oraz 10–40 g masy ciała. Ciało wydłużone, spłaszczone bocznie, grzbiet niski, prawie płaski. Łuski delikatne, łatwo odpadające, o intensywnym, srebrzystym ubarwieniu. Otwór gębowy niewielki, oczy są stosunkowo duże. W płetwie odbytowej 18–23 promieni.
Grzbiet ma barwę szarawozieloną lub szarawoniebieską, boki są srebrzystobiałe, połyskujące, brzuch biały. Płetwy grzbietowa i ogonowa szarawe z żółtawą nasadą, pozostałe płetwy jasnożółte.

## Odżywianie
Młode żywią się zooplanktonem, dorosłe opadającymi do wody owadami, wodnymi larwami owadów, a największe osobniki narybkiem innych gatunków.

## Rozród
Tarło odbywa w strefie przybrzeżnej jezior lub w rzekach, w odcinkach płytkich, o kamienistym dnie, od maja do czerwca. Samica składa w maju i czerwcu od 3 000 do 10 000 jaj, które są przyklejane do roślinności wodnej lub podłoża. Trze się kilkakrotnie w odstępach 10–14 dni. W okresie tarła samica zaokrągla się, samiec pokrywa się wysypką tarłową. Inkubacja trwa około tygodnia.
Ukleja żyje 3 do 6 lat.

## Ochrona
| Wymiar ochronny | brak |
| Okres ochronny  | brak |

## Znaczenie gospodarcze
Jest naturalnym pokarmem wielu gatunków ryb drapieżnych. Bywa stosowana przez wędkarzy jako naturalna przynęta. Poławiana masowo w celach konsumpcyjnych. Srebrzyste łuski uklei stanowiły do niedawna surowiec do pozyskania guaniny, tzw. essence d'Orient (esencja orientalna), używanej do wyrobu masy perłowej oraz sztucznych pereł (dla uzyskania 100 g guaniny przerabiano ok. 4 tysięcy osobników uklei).